# Réaction de Paternò-Büchi

Un groupe carbonyle excité électroniquement est ajouté à un alcène à l'état fondamental pour produire un oxétane.

La réaction de Paternò-Büchi nommée d'après Emanuele Paternò et George Hermann Büchi qui ont établi sa forme et son utilité, est une réaction photochimique qui forme des cycles oxétanes par réaction d'un groupe carbonyle et d'un alcène,.
Beaucoup de travaux ont été faits sur cette réaction depuis que Thorsten Bach de l'Université de Marbourg a publié, en 1998, un article de revue sur son mécanisme et son utilité en synthèse. En illustration, le laboratoire de Norbert Hoffmann a publié récemment la possibilité d'utiliser des alcènes fluorés avec des cétones hétéroaromatiques.
La réaction de Paternò-Büchi a été utilisé récemment pour tenter de synthétiser beaucoup de composés organiques naturels comme le taxol. Dans ces expériences, les chimistes se concentrent sur la régio- et diastéréosélectivité des produits.